# Teotitlán de Flores Magón (kommun)
Teotitlán de Flores Magón är en kommun i Mexiko.   Den ligger i delstaten Oaxaca, i den sydöstra delen av landet, 260 km sydost om huvudstaden Mexico City.
Följande samhällen finns i Teotitlán de Flores Magón:
- Teotitlán de Flores Magón
- Cerro Verde